# منوچهر اولیایی
منوچهر اولیایی (زاده ۱۳۱۷) تدوین‌گر فیلم‌های سینمایی اهل ایران است.

## بازیگر
- دختری با کفش‌های کتانی (۱۳۷۷)
- سازمان ۴ (۱۳۶۶)
- زمین تلخ (۱۳۴۱)

## تدوین
- آینه و مرداب (۱۳۷۴)
- یک داستان واقعی (۱۳۷۴)
- همه یک ملت (۱۳۶۹)
- صخره همیشه سبز (۱۳۶۷)
- ردپایی بر شن (۱۳۶۶)
- سازمان ۴ (۱۳۶۶)
- زنگ‌ها (۱۳۶۴)
- گورکن (۱۳۶۳)
- میلاد (۱۳۶۳)
- همه فرزندان من (۱۳۶۳)
- پرونده (۱۳۶۲)
- آفتاب‌نشین‌ها (۱۳۶۰)
- رسول پسر ابوالقاسم (۱۳۶۰)
- مدرسه‌ای که می‌رفتیم (۱۳۵۹)
- بوف کور (۱۳۵۴)